# Asuka (Magazin)
Asuka (jap. 月刊あすか, Gekkan Asuka) ist ein japanisches Manga-Magazin, das sich an ein jugendliches weibliches Publikum richtet und daher zur Shōjo-Kategorie gezählt wird. Es konzentriert sich auf Fantasy- und Science-Fiction-Serien, oft mit Bezug zu Anime-Serien. Einige Serien sind auch dem Genre Boys’ Love zuzuordnen oder enthalten Anspielungen darauf. Asuka erscheint seit 1985 monatlich jeden 24. bei Kadokawa Shoten. Beim gleichen Verlag erscheinen auch die Schwestermagazine Asuka Comics CL-Deluxe, Asuka Comics DX und Monthly Asuka Fantasy DX.

## Serien (Auswahl)
- 1001 Knights von Yukiru Sugisaki
- Ab sofort Dämonenkönig! von Temari Matsumoto
- Angelique von Kairi Yura
- Clamp School Detectives von Clamp
- Code Geass: Lelouch of the Rebellion von Majiko!
- D·N·Angel von Yukiru Sugisaki
- Darker than Black von Tensai Okamura und Noki Ya
- Der Entenprinz von Ai Morinaga
- Fesseln des Verrats von Hotaru Odagiri
- Hana no Asuka-gumi! von Satosumi Takaguchi
- Idol Densetsu Eriko von Ayumi Kawahara
- Kiss of Rose Princess von Aya Shōoto
- Koyo – Die exzentrische Ärztin des Mondblumenreichs von Tōru Himuka
- Lagoon Engine von Yukiru Sugisaki
- Lawful Drug von Clamp
- Neon Genesis Evangelion – Iron Maiden von Fumino Hayashi
- Psychic Detective Yakumo von Manabu Kaminaga und Suzuka Oda
- Saiunkoku Monogatari von Sai Yukino und Kairi Yura
- Shin Seiki Evangelion: Gakuen Datenroku von Min Min
- Trinity Blood von Sunao Yoshida und Kiyo Kyūjō
- Yamada Tarō Monogatari von Ai Morinaga
- X von Clamp